# Vaime Kabur
Vaime Kabur (numit la naștere Vilandberg, iar în perioada 1936-1941 Vilgma; n. 8 decembrie 1914, comuna Pada, Virumaa – d. 2 februarie 2005, Tallinn) a fost un bibliograf estonian.

## Biografie
A urmat studii de literatură estoniană la Universitatea din Tartu în perioada 1934-1940 și apoi studii de bibliografie și biblioteconomie în perioada 1948-1950.
În perioada 1947-1968 a fost bibliograf principal al Bibliotecii Naționale a RSS Estone, iar în anii 1968-1983 a fost bibliograf șef.
El a realizat, printre altele, bibliografia personală a mai multor scriitori estoni (printre care A. H. Tammsaare).

## Distincții
- 1998 Ordinul Stema națională clasa a V-a[4]